# Campionati italiani di triathlon lungo del 2008
I Campionati italiani di triathlon lungo del 2008 sono stati organizzati dalla Federazione Italiana Triathlon e si sono tenuti a Viverone in Piemonte, in data 18 maggio 2008.
Tra gli uomini ha vinto Alberto Casadei (Bianchi-Keyline), mentre la gara femminile è andata a Martina Dogana (Triathlon Cremona Stradivari).

## Risultati

### Élite uomini
| Pos. | Atleta                | Società sportiva           | Nuoto    | Bici     | Corsa    | Totale   |
| ---- | --------------------- | -------------------------- | -------- | -------- | -------- | -------- |
|      | Alberto Casadei       | Bianchi-Keyline            | 00:36:25 | 01:53:57 | 01:07:32 | 03:41:07 |
|      | Massimo Cigana        | Bianchi-Keyline            | 00:42:53 | 01:51:27 | 01:06:20 | 03:43:42 |
|      | Alessandro Degasperi  | DDS                        | 00:38:30 | 01:59:08 | 01:06:08 | 03:47:01 |
| 4    | Stefano Belandi       | Fiamme Azzurre             | 00:36:28 | 02:01:13 | 01:07:04 | 03:48:07 |
| 5    | Gabriele Mazzetta     | Peperoncino Team           | 00:39:19 | 01:56:13 | 01:10:16 | 03:48:59 |
| 6    | Matteo Annovazzi      | Peperoncino Team           | 00:39:16 | 01:58:34 | 01:08:41 | 03:49:33 |
| 7    | Marcel Zamora Perez   | Bianchi-Keyline            | 00:39:17 | 01:58:27 | 01:09:07 | 03:49:56 |
| 8    | Leonardo Simoncini    | Tri. Rari Nantes Marostica | 00:39:17 | 01:58:27 | 01:10:30 | 03:51:27 |
| 9    | Federico Girasole     | Pasta Granarolo            | 00:39:23 | 01:58:27 | 01:13:43 | 03:54:34 |
| 10   | Francesco Cucco       | Olimpia Triathlon          | 00:38:21 | 01:59:08 | 01:14:04 | 03:54:35 |
| 11   | Franky Borgia         | Peperoncino Team           | 00:39:49 | 00:00:00 | 03:56:39 | 03:56:39 |
| 12   | Andrea Vajente        | Jhonny Tri Forhans         | 00:36:26 | 02:01:23 | 01:17:41 | 03:58:51 |
| 13   | Nicolas Beyeler       | Triathlon Atlantide        | 00:44:22 | 01:59:09 | 01:15:18 | 04:01:56 |
| 14   | Alessandro Bertino    | Peperoncino Team           | 00:41:41 | 02:01:37 | 01:15:13 | 04:02:35 |
| 15   | Alessandro Alessandri | T.D. Rimini                | 00:51:48 | 02:02:03 | 01:04:35 | 04:02:35 |
| 16   | Marco Cason           | Harbour Club               | 00:47:09 | 02:01:55 | 01:10:53 | 04:04:06 |
| 17   | Fabrizio Baralla      | Jhonny Tri Forhans         | 00:39:15 | 02:09:12 | 01:12:25 | 04:04:14 |
| 18   | Matteo Bruletti       | Peperoncino Team           | 00:42:00 | 02:06:31 | 01:12:02 | 04:04:18 |
| 19   | Sandro Maria Crocelli | Libertas Triathlon Terni   | 00:38:28 | 02:09:05 | 01:13:25 | 04:05:16 |
| 20   | Marco Infante         | CUS Bari                   | 00:44:46 | 01:59:42 | 01:17:36 | 04:05:31 |

### Élite donne
| Pos. | Atleta              | Società sportiva             | Nuoto    | Bici     | Corsa    | Totale   |
| ---- | ------------------- | ---------------------------- | -------- | -------- | -------- | -------- |
|      | Martina Dogana      | Triathlon Cremona Stradivari | 00:43:45 | 02:09:41 | 01:13:24 | 04:10:14 |
|      | Anna Quagliaro      | CUS Udine                    | 00:47:33 | 02:11:25 | 01:18:43 | 04:21:45 |
|      | Maria Alfonsa Sella | T.D. Rimini                  | 00:51:22 | 02:10:57 | 01:17:04 | 04:23:22 |
| 4    | Daniela Pallaro     | Padova Triathlon             | 00:44:36 | 02:13:26 | 01:20:47 | 04:24:13 |
| 5    | Lisa Desiderà       | Bianchi-Keyline              | 00:51:14 | 02:09:10 | 01:22:19 | 04:26:14 |
| 6    | Elisabetta Stampi   | T.D. Rimini                  | 00:50:13 | 02:11:38 | 01:20:33 | 04:26:59 |
| 7    | Silvia Serafini     | T.D. Rimini                  | 00:51:07 | 02:11:02 | 01:23:22 | 04:29:34 |
| 8    | Jacqueline White    | Torino 3                     | 00:45:56 | 02:15:57 | 01:27:35 | 04:35:04 |
| 9    | Monica Ferrari      | Fumane Triathlon Zenage      | 00:53:05 | 02:13:04 | 01:25:37 | 04:35:55 |
| 10   | Dina Braguti        | Los Tigres                   | 00:44:35 | 02:16:23 | 01:32:33 | 04:37:35 |
| 11   | Ilenia Monno        | Torino 3                     | 00:48:29 | 02:13:22 | 01:31:04 | 04:38:06 |
| 12   | Marta Miglioli      | CEMS Piacenza Triathlon      | 00:51:10 | 02:18:58 | 01:26:44 | 04:41:27 |
| 13   | Laura Mazzucco      | Alba Triathlon               | 00:57:11 | 02:15:18 | 01:23:27 | 04:41:47 |
| 14   | Isabella Zamboni    | Fumane Triathlon Zenage      | 00:49:08 | 02:22:26 | 01:27:31 | 04:43:32 |
| 15   | Loredana Strozzi    | Varese Triathlon             | 00:50:38 | 02:19:31 | 01:32:46 | 04:48:07 |
| 16   | Patrizia Dorsi      | Pro Piacenza Team            | 00:58:21 | 02:18:25 | 01:27:19 | 04:48:09 |
| 17   | Mayte Mascherpa     | Torino 3                     | 00:59:01 | 02:20:45 | 01:24:28 | 04:48:14 |
| 18   | Simona Zaccardi     | T.D. Rimini                  | 00:52:05 | 02:21:30 | 01:29:23 | 04:48:29 |
| 19   | Giulia Piolanti     | Gabbi                        | 00:46:13 | 02:24:43 | 01:34:09 | 04:49:24 |
| 20   | Marta Poretti       | Friesian Team                | 00:49:06 | 02:26:55 | 01:31:39 | 04:53:11 |